# 卡薩爾吉湖
55°23′35″N 61°13′38″E / 55.39306°N 61.22722°E
卡薩爾吉湖（俄语：Касарги），是俄羅斯的湖泊，位於該國西南部車里雅賓斯克州，由索斯諾夫卡區負責管轄，長6公里、寬3.5公里，面積14.5平方公里，海拔高度217.8米，集水區面積14.5平方公里，平均水深5米，最大水深7米。